# John McCrae
John Alexander McCrae (ur. 30 listopada 1872 w Guelph, zm. 28 stycznia 1918 w Boulogne-sur-Mer) – kanadyjski poeta, lekarz, oraz żołnierz w randze podpułkownika w I wojnie światowej, chirurg w czasie II bitwy o Ypres. Zmarł na zapalenie płuc w wieku 45 lat.

## Życiorys
Urodził się w Guelph w prowincji Ontario, pochodził z rodziny szkockich imigrantów. Ukończył Guelph Collegiate University, a w 1893 roku Royal Military College of Canada ze stopniem kapitana artylerii. Rok później ukończył Ontario Agricultural College, uzyskując dyplomy z języka angielskiego i matematyki; w tym samym roku 1894 rozpoczął studia medyczne na Uniwersytecie w Toronto i tam napisał swoje pierwsze wiersze. Podczas studiów zarabiał na życie udzielając korepetycji młodszym studentom, a dwie z jego uczennic zostały pierwszymi kobietami-lekarzami w Ontario. Podczas II wojny burskiej służył w kanadyjskiej królewskiej artylerii.
Po ukończeniu studiów, w 1902 roku McCrae otrzymał stanowisko patologa w Szpitalu Ogólnym w Montrealu, później został przeniesiony do Szpitalu Królowej Wiktorii w tym samym mieście. W 1904 roku został doktorem nadzwyczajnym w tej instytucji, a następnie udał się na kilka miesięcy do Wielkiej Brytanii, aby podnieść swoje kwalifikacje. Po ukończeniu studiów został członkiem Royal College of Physicians. W 1905 roku rozpoczął własną praktykę lekarską, choć nadal pracował w różnych szpitalach. W tym samym roku objął stanowisko patologa w Szpitalu Dziecięcym w Montrealu, a w 1908 roku został skierowany do Królewskiego Szpitala Chorób Zakaźnych im. Alexandry. Do 1911 roku wykładał na Uniwersytecie Vermontu, gdzie piastował stanowisko profesora patologii; wykładał również na Uniwersytecie McGilla w Montrealu. W 1912 roku był jednym ze współautorów podręcznika patologii.

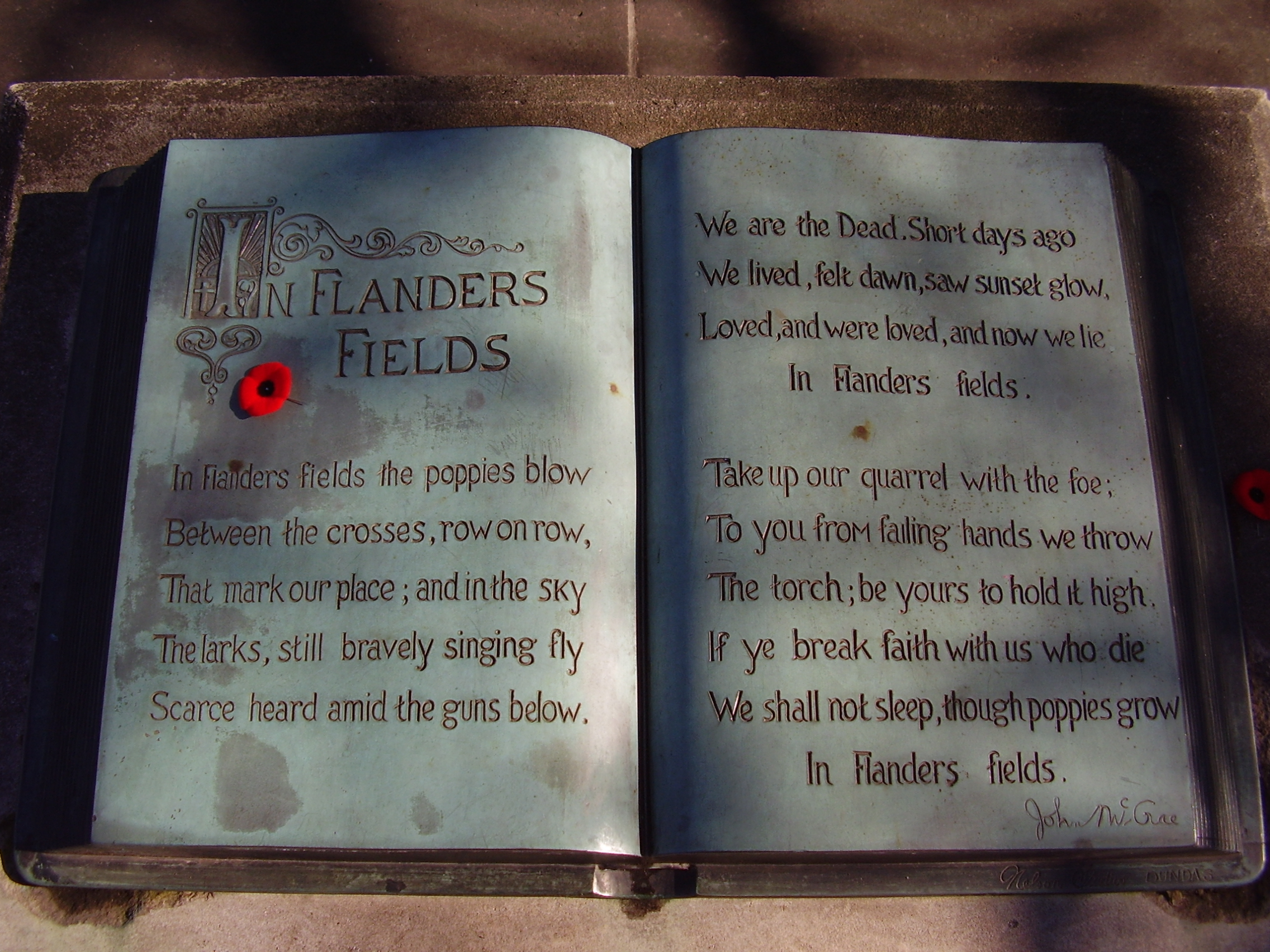
„In Flanders Fields” wystawiony w domu rodzinnym McCrae

Po wybuchu I wojny światowej został powołany do armii i prowadził szpital polowy w Belgii; w 1915 roku, podczas II bitwy pod Ypres, pełnił funkcję chirurga polowego. Śmierć na froncie jego przyjaciela i byłego studenta Alexisa Helmera zainspirowała McCrae’a do napisania wiersza w formie ronda pt. In Flanders Fields, który po raz pierwszy został opublikowany w magazynie „Punch” 3 maja 1915 roku i wkrótce stał się jednym z najpopularniejszych utworów literackich o I wojnie światowej.
MacRae pozostał na froncie jako sanitariusz do lutego 1916 roku, kiedy to jego szpital przeniesiono do starego kolegium jezuickiego w Boulogne. Zmarł w styczniu 1918 roku na zapalenie płuc i zapalenie opon mózgowych. Został pochowany w Boulogne następnego dnia z pełnymi honorami wojskowymi.

## Pamięć
W 1946 roku  McCrae został wpisany na sporządzoną przez rząd Kanady listę Kanadyjczyków o „narodowym znaczeniu historycznym”. Na jego cześć w Guelph Collegiate Institute umieszczono tablicę z brązu.
Wiersz In Flanders Fields jest często przypominany w krajach angielskojęzycznych z okazji Dnia Pamięci obchodzonego 11 listopada. Cytat z tego wiersza można znaleźć na współczesnych kanadyjskich banknotach dziesięciodolarowych.